# Taifa de Mértola

La Taifa de Mértola fue un pequeño emirato musulmán surgido en Al-Ándalus hacia 1033, a raíz de la desintegración del Califato de Córdoba y que perduró hasta el año 1044, cuando fue conquistado por Al-Mutadid de Sevilla.
La Taifa de Mértola se extendía a ambos márgenes del río Guadiana, en la zona oriental del actual distrito portugués de Beja, alrededor de la ciudad de Mārtulah, actual Mértola.

## Segunda taifa

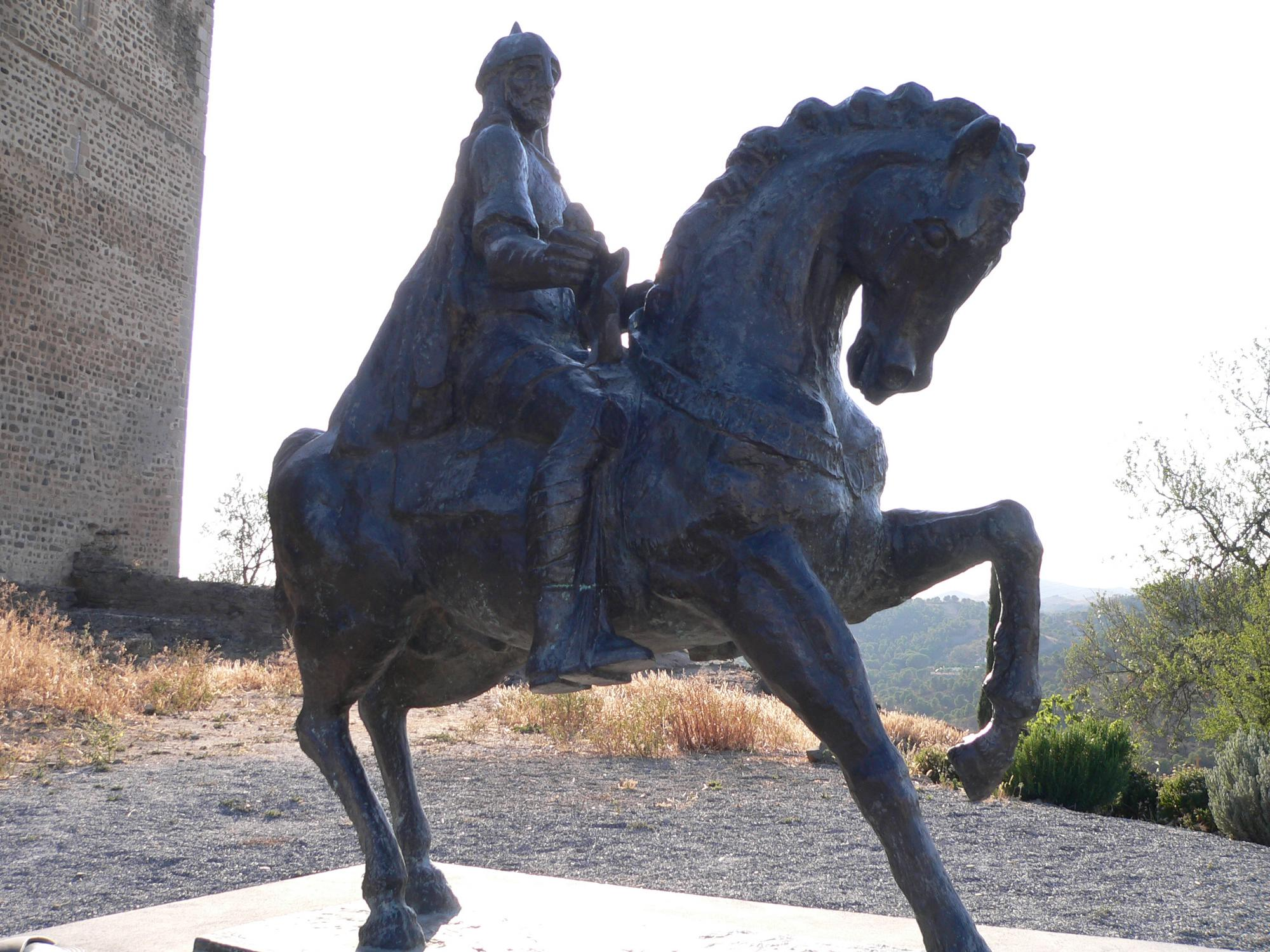
Estatua de Ibn Qasi, Señor de Mértola, junto al castillo de la ciudad.

Durante el segundo período de taifas, tras la caída del Imperio almorávide, surgió de nuevo en Mértola una taifa independiente que duró de 1144 a 1151, con un breve período intermedio en que estuvo anexionada a la de Badajoz.